# Monteverdi Hai 450
Monteverdi Hai 450 — швейцарский спортивный автомобиль марки Monteverdi. Было собрано лишь четыре экземпляра.

## Предыстория
Швейцарский бизнесмен Питер Монтеверди построил свой первый автомобиль в возрасте 17 лет и затем организовал гоночную команду Monteverdi Binningen Motors. Довольно успешно Питер Монтеверди выступал в многочисленных соревнованиях, пока авария в Формула-1 на собственной машине с двигателем Porsche едва не стала фатальной и положила конец карьере гонщика.
Затем Питер переквалифицировался в дилера Ferrari, Lancia, BMW и Rolls-Royce. Всё было хорошо до тех пор, пока он не поругался с Энцо Феррари. Именно тогда Монтеверди и решил построить автомобиль, который бы превзошёл по всем показателям машины итальянца. Так появилась модель 375 с семилитровым двигателем от Chrysler и кузовом от Frois. Двухместное купе разгонялось до 250 км/ч.
Чуть позже была представлена удлинённая на 61 см модель 375/4 с четырёхдверным кузовом. Благодаря хорошей внутренней отделке, мягкой подвеске, хорошей динамике и ограниченному выпуску эта версия стала даже более эксклюзивной, чем авто от Rolls-Royce.
Чтобы привлечь внимание богатой публики к модельному ряду 375 (который к тому времени состоял уже из четырёх модификаций), Монтеверди разработал выставочную модель Monteverdi Hai, ставший одновременно соперником Ferrari 250 GTO и Lamborghini Miura.

## Описание

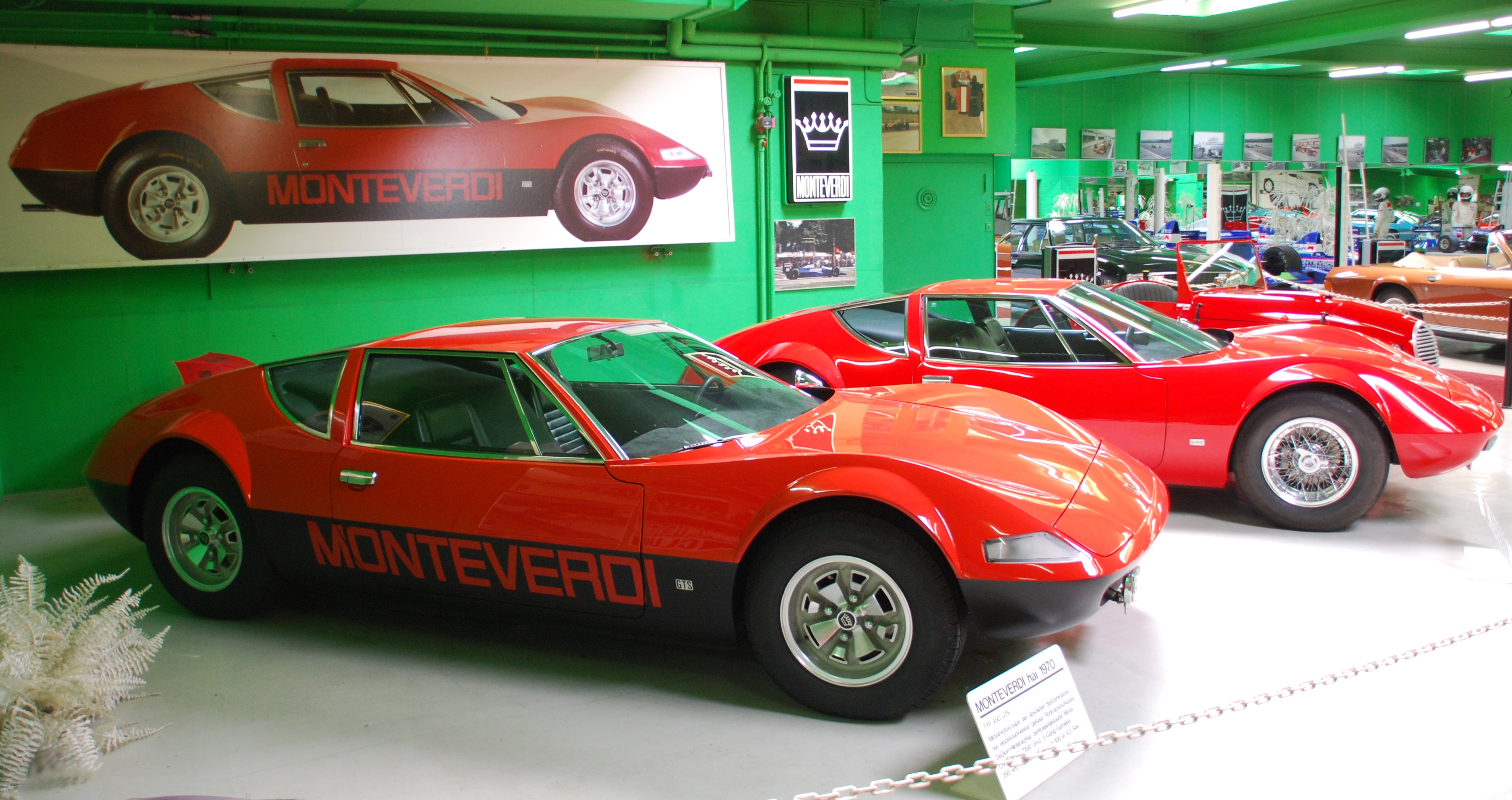
Monteverdi Hai 450 GTS (спереди) и Hai 450 SS (сзади) 90-х годов в музее Monteverdi (Базель, Швейцария)

Путь от чертежей до опытного экземпляра занял всего год, и уже на Женевском автошоу 1970 года состоялась премьера Hai 450 SS (как и в предыдущей модели, индекс в названии обозначал мощность двигателя). Дизайн кузова был целиком проработан Питером и его командой, некоторые источники указывают на участие в кузовных работах Тревора Фиоре из Carrozzeria Fissore и Пьетро Фруа. Передком машина походила на Ferrari Daytona, а задней частью — на De Tomaso Mangusta. Мотор Chrysler Hemi объёмом семь литров имел центральное расположение и агрегатировался с пятиступенчатой коробкой передач от ZF; передняя подвеска была независимой, а задняя, по канонам суперкаров того времени, — типа De Dion. Поль Фрер разогнался до 100 км/ч на 450 SS за 6,9 секунды и достиг максимальной скорости в 271 км/ч.
Вскоре появилась версия 450 GTS с удлинённой на 5 см базой и укороченным кузовом. Испытатели журнала Automobile Quarterly разогнали её до 283 км/ч, а тестеры издания Road Test затратили 4,7 секунды, чтобы достичь с места скорости в 100 км/ч. В свою очередь, тест журнала Autozeitung зафиксировал результаты в 5,5 с (0—100 км/ч) и максимальную скорость в 280 км/ч соответственно. Масса автомобиля составила 1756 кг, намного больше, чем заявлял изготовитель.
Питер считал, что такой мощный двигатель в сочетании с узкими шинами слишком опасен для неопытных водителей, и поэтому было выпущено всего четыре экземпляра Monteverdi Hai — по одному 450 SS и 450 GTS в 1970-х, и ещё по одному собраны из оставшихся комплектующих в начале 1990-х. Сейчас три из этих суперкаров экспонируются в музее компании Monteverdi.